# Мунх-Эрдэнэ, Тугулдур
Тугулдур Мунх-Эрдэнэ (монг. Мөнх-Эрдэнгийн Төгөлдөр) — монгольский футболист, игрок национальной сборной Монголии. В данный момент выступает за «Эрчим». Полузащитник.

## Карьера

### Клубная
С 2012 года, Баттулга является игроком ФК «Эрчим». Он выходил на поле в двух матчах Кубку президента 2012. Первый матч — против пакистанского КРЛ. Тогда команды разошлись миром. Второй матч игрока в турнире — матч против Тайвань Пауэр Компани. Его Эрчим проиграл со счётом 0:1.

### Международная
Дебют Тугулдура в сборной Монголии состоялся 2 марта 2013 года в матче квалификации кубка вызова 2014 против Лаоса. Матч закончился вничью 1:1. Следующие матчи с участием игрока, против Афганистана и Шри-Лнаки Монголия проиграла со счётом 0:1 и 0:3 соответственно.

## Достижения
- Чемпион Монголии (1): 2012[1]
- Обладатель Кубка Монголии (1): 2012
- Обладатель Суперкубка Монголии (1): 2012